# Статус 100-летнего плана
Статус 100-летнего плана (яп. Jリーグ百年構想クラブ) — это статус, присваиваемый японским футбольным клубам, не входящим в профессиональную лигу. Претендент на получение статуса должен иметь намерение стать профессиональным клубом и вступить в профессиональную лигу, которая объединяет три верхних уровня пирамиды японского клубного футбола. Обычно клубы четвертого уровня — японской футбольной лиги JFL, которая является высшим уровнем для любительских клубов — претендуют на статус, однако он открыт для всех любительских клубов вплоть до команд лиг префектур. Заявки рассматриваются и проверяются комитетом, сформированным лигой. С сезона 2014 года ассоциированное членство в профессиональной лиге является основным критерием для выхода в третий дивизион J3. Система позволяет Лиге выявлять такие клубы, предоставлять необходимые ресурсы/консультации, чтобы помочь в переходе от любительского к профессиональному статусу.

## Формирование системы ассоциированного членства

### 1993—1998
Первоначально, в 1993 году, когда профессиональная лига была сформирована с десятью клубами, её намерение состояло в том, чтобы сохранить это количество в течение, по крайней мере, двух-трех лет. А затем постепенно увеличить список до 16, добавляя по одной-две команды в сезон. Однако Джей-лига недооценила потребности времени: слишком много клубов стремилось играть в высшей лиге страны и иметь профессиональный статус. В итоге, лига ввела систему ассоциированного членства для клубов тогдашней Японской футбольной Лиги — JFL, являвшуюся вторым по уровню дивизионом страны. Так же, как и сейчас, ассоциированным клубам, занимавшим первые два места во втором дивизионе, было разрешено участвовать в следующем сезоне Первого дивизиона Джей-лиги — J1, в том случае, если они успешно прошли финальную проверку Джей-лиги. Ассоциированные члены также имели право участвовать в играх Кубка Yamazaki Nabisco, позже ставшего Кубком Джей-лиги и матчах молодежной Лиги.
Эта система была отменена в 1998 году с созданием второго дивизиона Джей-лиги — J2 и роспуском JFL. Три оставшихся ассоциированных члена были приняты в J2, а Хонда решила сохранить любительский статус и присоединилась к новой преобразованной JFL.
| Получил членство в Джей-лиге | Клуб              | Стал участником лиги | Примечания                                                                         |
| ---------------------------- | ----------------- | -------------------- | ---------------------------------------------------------------------------------- |
| 1993                         | Бельмаре Хирацука | 1994                 | Вступил в Джей-лигу                                                                |
| 1993                         | Джубило Ивата     | 1994                 | Вступил в Джей-лигу                                                                |
| 1993                         | Касива Рейсол     | 1995                 | Вступил в Джей-лигу                                                                |
| 1994                         | Сересо Осака      | 1995                 | Вступил в Джей-лигу                                                                |
| 1994                         | Киото Пёрпл Санга | 1996                 | Вступил в Джей-лигу                                                                |
| 1994                         | Тосу Фьючерс      | 1999 (J2)            | Клуб был расформирован, его заменил Саган Тосу, который вышел в J1 в 2012          |
| 1995                         | Ависпа Фукуока    | 1996                 | Вступил в Джей-лигу                                                                |
| 1995                         | Виссел Кобе       | 1997                 | Вступил в Джей-лигу                                                                |
| 1996                         | Консадоле Саппоро | 1998                 | Вступил в Джей-лигу                                                                |
| 1996                         | Брумелл Сэндай    | 1999 (J2)            | Вышел в J1 в 2002 году                                                             |
| 1997                         | Кавасаки Фронтале | 1999 (J2)            | Вышел в J1 в 2000 году                                                             |
| 1997                         | Хонда Моторс      | –                    | Позже отозвал членство из-за отсутствия поддержки со стороны компании и сообщества |

### 2006—2013
С учреждением в 1999 году второго дивизиона J2 Джей-лига расширилась, и могла принимать новых членов из новой созданной японской футбольной Лиги. В первые семь лет их совместного существования каждый клуб, подавший заявку на членство, был индивидуально рассмотрен лигой. Так, пять команд были повышены в классе, но поскольку число претендентов со временем только увеличивалось, в октябре 2005 года Японская футбольная ассоциация инициировала создание новой системы членства, чтобы дать стимул любительским клубам получить прочную экономическую и деловую основу, необходимую для получения членства в Джей-лиге.
Критерии для такого членства были разработаны совместным комитетом Японской футбольной ассоциации и Джей-лиги в начале 2006 года. Они охватывали различные аспекты развития клуба, с особым акцентом на организацию стабильности, адекватной инфраструктуры и поддержку со стороны местных органов власти, спонсоров и сообщества. В отличие от предыдущей системы, это членство было нацелено не только на клубы JFL, но и на все любительские клубы в футбольной пирамиде, включая региональные и Префектурные Лиги.
Ниже приведен список критериев для ассоциированного членства в их последней редакции по состоянию на 1 сентября 2012 года.
Клубная организация
- Должен быть зарегистрирован как общественная организация или независимая общественная организация, посвященная исключительно футболу
  - Университетские команды и команды компаний не могут быть профессиональными клубами
  - По крайней мере половина акций организации должна принадлежать физическим или юридическим лицам с гражданством Японии
- Необходимо иметь в штате организации не менее трех административных работников, один из которых должен быть на руководящей должности
- Необходимо осуществлять надлежащую систему оплаты труда в соответствии с японским законодательством
- Ежегодно необходимо проходить налоговую проверку
- Организация должна быть финансово обеспечена[2]
- Необходимо заручиться спонсорской поддержкой в размере не менее ¥1 миллиона

Родной город
- Должен быть одобрен футбольной ассоциацией префектуры
- Должен быть одобрен правительством этого города в письменной форме

Домашняя арена/Тренировочная база
- Должен иметь вместимость не менее 10 000 человек и естественное покрытие (если этот критерий отсутствует, у клуба должны быть планы по строительству стадиона с этими минимальными требованиями)
- Должен быть расположен в предполагаемом родном городе
- Должен иметь места для прессы и конференц-зал для предматчевых и послематчевых пресс-конференций
- Должна быть обеспечена безопасность тренировок в пределах родного города

Другие
- В настоящее время клуб должен выступать в JFL, региональной или префектурной лиге
- Клуб должен стремиться к вступлению в Джей-лиге
- Клуб должен иметь план развития системы молодёжи

Эта система ассоциированного членства просуществовала восемь лет и пришла к своему логическому завершению после того, как число клубов дивизиона J2 достигло 22 (первоначальная цель) в сезоне 2012 года. В следующем году была создана лига J3, в которую вошло большинство оставшихся ассоциированных членов.
С 2006 года 29 клубов подали заявки на получение статуса ассоциированного членства в Джей-лиге и 25 получили его. Хотя от многих клубов требовали больше одной заявки. Из тех 25, которые получили статус, 11 были повышены до лиги J2; еще 9 были приняты в лигу J3 в 2013 году; и 5 оставшихся членов (наряду с тремя ожидающими рассмотрения заявками) получили новый статус 100-летнего плана в 2014 году. В таблице ниже приводится краткая история заявок на ассоциированное членство и выходы в дивизионы Джей-лиги. 
- Серым цветом указаны клубы, заявки которых были отклонены
- Светло-зелёным цветом указаны клубы, заявки которых были преобразованы в новый формат статуса 100-летнего плана в 2014 году

| Внесение заявки   | Клуб                 | Лига*                          | Родной город                                | Результат заявки                 | Год вступления в Джей-лигу | Примечания |
| ----------------- | -------------------- | ------------------------------ | ------------------------------------------- | -------------------------------- | -------------------------- | --- |
| Август 2006 года  | Роассо Кумамото      | JFL                            | Кумамото, Кумамото                          | Одобрена                         | 2007                       | Вышел в J2 |
| Август 2006 года  | Тотиги               | JFL                            | Уцуномия, Тотиги                            | Отклонена                        |                            | Повторно подана в январе 2007 года                                                                                                |
| Январь 2007 года  | Гифу                 | JFL                            | Гифу, Гифу                                  | Одобрена                         | 2007                       | Вышел в J2, заявка одобрена условно (требуется улучшение финансовой обстановки перед дальнейшим повышением в классе)              |
| Январь 2007 года  | Гайнарэ Тоттори      | JFL                            | Все населённые пункты в префектуре Тоттори  | Одобрена                         | 2010                       | Вышел в J2 |
| Январь 2007 года  | Тотиги               | JFL                            | Уцуномия, Тотиги                            | Одобрена                         | 2008                       | Вышел в J2 |
| Январь 2007 года  | Перада Фукусима      | Региональная лига Тохоку. D2   | Фукусима, Фукусима                          | Отклонена                        |                            | Переименован в «Фукусима Юнайтед». Повторно подана в июне 2013 года                                                               |
| Июль 2007 года    | Фаджиано Окаяма      | Региональная лига Chugoku      | Все населённые пункты в префектуре Окаяма   | Одобрена                         | 2008                       | Вышел в J2. Первый клуб из региональной лиги, заявка которого была одобрена                                                       |
| Январь 2008 года  | Нью Вейв Китакюсю    | JFL                            | Китакюсю, Фукуока                           | Одобрена                         | 2009                       | Вышел в J2 под названием «Джираванц Китакюсю»                                                                                     |
| Январь 2008 года  | Каталле Тояма        | JFL                            | Тояма, Тояма                                | Одобрена                         | 2008                       | Вышел в J2 |
| Январь 2008 года  | Рюкю                 | JFL                            | Все населённые пункты в префектуре Окинава  | Отклонена                        |                            | Повторно подана в январе 2011 года                                                                                                |
| Январь 2009 года  | Матида Зельвия       | JFL                            | Матида, Токио                               | Одобрена                         | 2011                       | Вышел в J2. Вылетел в JFL в 2012 и вышел в J3 в 2013 году                                                                         |
| Январь 2009 года  | В-Варен Нагасаки     | JFL                            | Все населённые пункты в префектуре Нагасаки | Одобрена                         | 2012                       | Вышел в J2 |
| Январь 2010 года  | Мацумото Ямага       | JFL                            | Мацумото, Нагано                            | Одобрена                         | 2011                       | Вышел в J2 |
| Январь 2010 года  | Сагамихара           | Префектурная лига Канагавы. D1 | Сагамихара, Канагава                        | Одобрена                         | 2013 (J3)                  | Допущен к J3. Первый клуб из префектурной лиги, заявка которого была одобрена                                                     |
| Апрель 2010 года  | Цвайген Канадзава    | JFL                            | Канадзава, Исикава                          | Не принята                       |                            | Неполная документация. Повторно подана в январе 2011 года                                                                         |
| Декабрь 2010 года | Каматамарэ Сануки    | JFL                            | Все населённые пункты в префектуре Кагава   | Одобрена                         | 2013                       | Вышел в J2 |
| Январь 2011 года  | Рюкю                 | JFL                            | Все населённые пункты в префектуре Окинава  | Отклонена                        |                            | Были необходимы дальнейшие улучшения. Повторно подана в июне 2013 года                                                            |
| Январь 2011 года  | Цвайген Канадзава    | JFL                            | Канадзава, Исикава                          | Отклонена                        |                            | Были необходимы дальнейшие улучшения. Повторно подана в ноябре 2012 года                                                          |
| Ноябрь 2011 года  | Нагано Парсейро      | JFL                            | Нагано, Нагано                              | Одобрена                         | 2013 (J3)                  | Вышел в J3 |
| Ноябрь 2012 года  | Цвайген Канадзава    | JFL                            | Все населённые пункты в префектуре Исикава  | Одобрена                         | 2013 (J3)                  | Вышел в J2 в 2014 году |
| Ноябрь 2012 года  | Блаублиц Акита       | JFL                            | Все населённые пункты в префектуре Акита    | Одобрена                         | 2013 (J3)                  | Вышел в J3 |
| Июнь 2013 года    | Веертин Миэ          | Префектурная лига Миэ. D2      | Кувана, Миэ                                 | Не принята                       |                            | Недостаточная документация |
| Июнь 2013 года    | ИСКК Иокогама        | JFL                            | Иокогама, Канагава                          | Одобрена                         | 2013 (J3)                  | Допущен к J3. |
| Июнь 2013 года    | Ивате Грулла Мориока | Региональная лига Тохоку. D1   | Мориока, Ивате                              | Одобрена                         | 2013 (J3)                  | Допущен к J3. Единственный ассоциированный член, который был принят непосредственно из региональной лиги, пропустив участие в JFL |
| Июнь 2013 года    | Ренофа Ямагути       | Региональная лига Chugoku      | Все населённые пункты в префектуре Ямагути  | Одобрена                         |                            | Вышел в J3 в 2014 году и J2 в 2015 году                                                                                           |
| Июнь 2013 года    | Фукусима Юнайтед     | JFL                            | Фукусима, Фукусима                          | Одобрена                         | 2013 (J3)                  | Допущен к J3. |
| Июнь 2013 года    | Рюкю                 | JFL                            | Все населённые пункты в префектуре Окинава  | Одобрена                         | 2013 (J3)                  | Допущен к J3. |
| Июнь 2013 года    | Фудзиэда МИФК        | JFL                            | Фудзиэда, Сидзуока                          | Одобрена                         | 2013 (J3)                  | Допущен к J3. |
| Июнь 2013 года    | Ванраурэ Хатинохе    | Региональная лига Тохоку. D1   | Хатинохе, Аомори                            | Одобрена                         |                            | Вышел в J3 в 2018 году |
| Июнь 2013 года    | Тонан Маэбаси        | Региональная лига Канто        | Маэбаси, Гумма                              | Одобрена → Добровольно отказался |                            | На 30 июля 2019 года, клуб вышел из системы Джей-лиги и статуса 100-летнего плана                                                 |
| Июнь 2013 года    | Азул Кларо           | Региональная лига Токай        | Нумадзу, Сидзуока                           | Одобрена                         |                            | Вышел в J3 в 2016 году |
| Июнь 2013 года    | Нара Клуб            | Региональная лига Кансай. D1   | Нара, Нара                                  | Одобрена                         |                            | |
| Июнь 2013 года    | МИО Бивако Сига      | JFL                            | Кусацу, Сига                                | На рассмотрении                  |                            | Заявка переведена в статус 100-летнего плана                                                                                      |
| Июнь 2013 года    | Тотиги Ува           | JFL                            | Тотиги, Тотиги                              | На рассмотрении                  |                            | Заявка переведена в статус 100-летнего плана; статус был предоставлен в мае 2014 года                                             |
| Июнь 2013 года    | Судзука Рамполе      | Региональная лига Токай        | Судзука, Миэ                                | На рассмотрении                  |                            | Заявка переведена в статус 100-летнего плана                                                                                      |

* В списке указана лига, в которой клуб участвовал на момент подачи заявки, не обязательно та, в которой он в настоящее время состоит.

## Статус 100-летнего плана (с 2014 года)
В течение короткого времени после создания дивизиона J3 в 2014 году, состоящим в нём клубам Джей-лига присваивала статус «ассоциированных членов», а не «полноправных членов», как клубам дивизионов J1 и J2. Во избежание путаницы с системой ассоциированного членства для будущих участников было решено изменить название на статус «100-летнего плана».

### Критерии
Критерии для получения статуса 100-летнего плана в значительной степени аналогичны критериям для ассоциированных членов, хотя они, менее строгие из-за более мягких правил участия в J3 по сравнению с J2. Ниже приведены критерии для сезона 2014 года.
Клубная организация
- Должен быть зарегистрирован как общественная организация или независимая общественная организация, посвященная исключительно футболу, и существующая в этом статусе не менее года
  - Большая часть акций организации должна принадлежать физическим или юридическим лицам с гражданством Японии
- Необходимо иметь в штате организации не менее четырех административных работников, один из которых должен быть на руководящей должности
- Необходимо осуществлять надлежащую систему оплаты труда в соответствии с японским законодательством
- Должен осуществлять надлежащее финансовое управление и проводить ежегодный налоговый аудит
- Должен обладать интеллектуальными правами на название клуба, логотип и все связанные с ним товарные знаки

Родной город и стадион/тренировочная база
- Должен быть одобрен соответствующей футбольной ассоциацией префектуры
- Должен быть одобрен правительством этого города в письменной форме
- Домашний стадион должен быть расположен в предполагаемом родном городе
- Необходимо обеспечение безопасности объектов тренировочной базы в пределах предлагаемого родного города

Другие
- В настоящее время должен играть в JFL, региональной или префектурной лиге
- Должен стремиться к возможному вступлению в Джей-лигу
- Должен иметь функционирующую футбольную школу/молодёжную систему, существующую не менее одного года

### Критерии для выхода в дивизион J3
Не только статус 100-летнего плана является необходимым условием для участия в дивизионе J3, но и дополнительные требования, которые должен соблюдать клуб, чтобы получить лицензию для выступления в J3.
- Наличие статуса 100-летнего плана
- Наличие стадиона, соответствующего стандартам J3 (вместимость 5000 или выше) и прошедшего инспекцию лиги
- Прохождения экзамена на получение лицензии для выступления в дивизионе J3
- Средняя посещаемость домашних игр должна быть не ниже 2000 зрителей, при этом достижение отметки в 3000 осуществляется со значительными усилиями
- Наличие годового дохода не менее ¥150 миллионов, без чрезмерных долгов

### История заявок
- Зелёным цветом обозначены клубы, ставшие участниками Джей-лиги
- Жёлтым цветом обозначены текущие члены
- Серым цветом обозначены клубы, заявки которых были отклонены
- Белым цветом обозначены клубы, ожидающие решения

| Подача заявки     | Клуб                | Лига*                        | Родной город                               | Результат заявки | Год вступления в Джей-лигу | Примечания                                       |
| ----------------- | ------------------- | ---------------------------- | ------------------------------------------ | ---------------- | -------------------------- | ------------------------------------------------ |
| Июнь 2014 года    | Ренофа Ямагути      | Региональная лига Chugoku    | Все населённые пункты в префектуре Ямагути | Одобрена         | 2014                       | Являлся ассоциированным членом                   |
| Июнь 2014 года    | Ванраурэ Хатинохе   | Региональная лига Тохоку. D1 | Хатинохе, Аомори                           | Одобрена         | 2018                       | Являлся ассоциированным членом                   |
| Июнь 2014 года    | Тонан Маэбаси       | Региональная лига Канто      | Маэбаси, Гумма                             | Одобрена         |                            | Являлся ассоциированным членом                   |
| Июнь 2014 года    | Азул Кларо          | Региональная лига Токай      | Нумадзу, Сидзуока                          | Одобрена         | 2016                       | Являлся ассоциированным членомr                  |
| Июнь 2014 года    | Нара Клуб           | Региональная лига Кансай. D1 | Нара, Нара                                 | Одобрена         |                            | Являлся ассоциированным членом                   |
| Июнь 2014 года    | Тотиги Ува          | JFL                          | Тотиги, Тотиги                             | Одобрена         |                            | Перенесена из заявок на ассоциированное членство |
| Июнь 2014 года    | МИО Бивако Сига     | JFL                          | Кусацу, Сига                               | На рассмотрении  |                            | Перенесена из заявок на ассоциированное членство |
| Июнь 2014 года    | Судзука Рамполе     | Региональная лига Токай      | Судзука, Миэ                               | На рассмотрении  |                            | Перенесена из заявок на ассоциированное членство |
| Ноябрь 2014 года  | Кагосима Юнайтед    | JFL                          | Кагосима, Кагосима                         | Одобрена         | 2015                       |                                                  |
| Ноябрь 2015 года  | Иокогава Мусасино   | JFL                          | Мусасино, Токио                            | Одобрена         |                            |                                                  |
| Ноябрь 2015 года  | Имабари             | Региональная лига Shikoku    | Имабари, Эхиме                             | Одобрена         |                            |                                                  |
| Ноябрь 2018 года  | Тэгэвахаро Миядзаки | JFL                          | Миядзаки, Миядзаки                         | Одобрена         |                            |                                                  |
| Декабрь 2018 года | РеинМеер Аомори     | JFL                          | Аомори, Аомори                             | Одобрена         |                            |                                                  |

* В списке указана лига, в которой клуб участвовал на момент подачи заявки, не обязательно та, в которой он в настоящее время состоит.
Нынешние члены
- Имабари (JFL)
- Нара Клуб (JFL)
- РеинМеер Аомори (JFL)
- Тэгэвахаро Миядзаки (JFL)
- Тотиги Сити Региональная лига Канто D1
- Иокогава Мусасино (JFL)
- Тонан Маэбаси Региональная лига Канто D2

Бывшие члены
- Азул Кларо (JFL)
- Кагосима Юнайтед (JFL)
- Ренофа Ямагути (JFL)
- Ванраурэ Хатинохе (JFL)